# Ritva

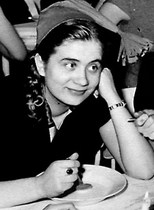
Ritva Valkama på 1950-talet.

Kvinnonamnet Ritva är ett finskt namn som betyder spö eller vidja.
Det började användas i Sverige så sent som på 1930-talet och kom in i almanackan 1986.
Bland yngre flickor är namnet mycket ovanligt. Under hela 1990-talet fick ingen flicka namnet som tilltalsnamn.
31 december 2009 fanns det totalt 2 615 personer i Sverige med namnet Ritva, varav 2 058 med det som tilltalsnamn.
År 2003 fick 2 flickor namnet, men ingen fick det som tilltalsnamn.
Namnsdag: 5 juli, (1986-2000: 4 januari).

## Personer med namnet Ritva
- Ritva Holmberg, finsk skådespelerska och regissör
- Ritva Jacobsson, svensk klassisk filolog
- Ritva Puotila, finländsk textildesigner
- Ritva Sarin-Grufberg, åländsk politiker
- Ritva Toivola, finsk barnboksförfattare
- Ritva Valkama, finländsk skådespelerska